# وسام طائر الحدأة الذهبي
وسام طائر الحدأة الذهبي (باليابانية:金鵄勲章 Kinshi Kunshō) وسام من إمبراطورية اليابان، أنشأه الإمبراطور ميجي في 12 فبراير 1890 "إحياء لذكرى الإمبراطور جينمو أول أباطرة اليابان". تم إلغاؤه رسميًا عام 1947 من قبل القائد الأعلى لقوات الحلفاء (SCAP) أثناء احتلال اليابان، بعد الحرب العالمية الثانية.

## خلفية

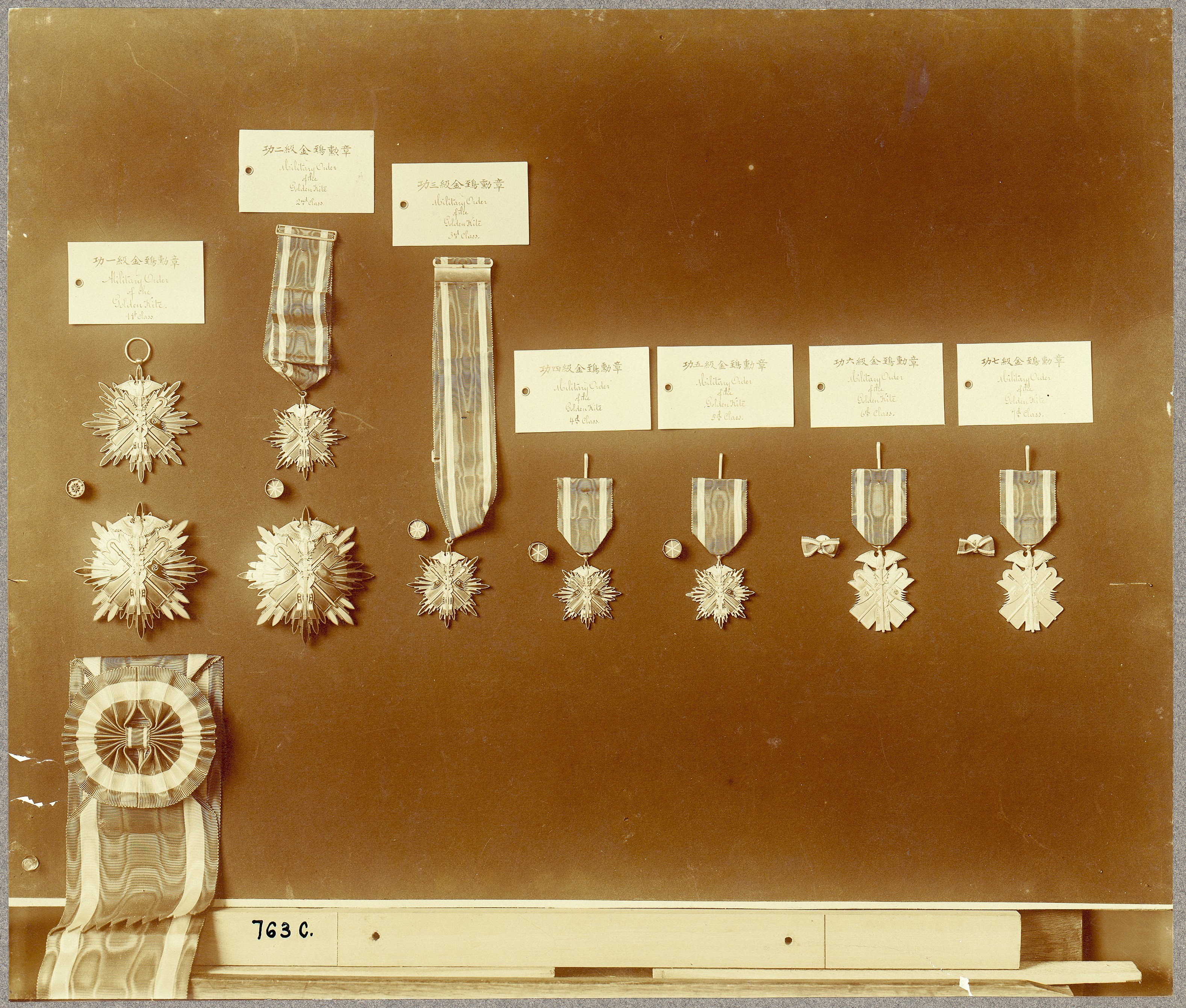
فئات وسام الطائرة الورقية الذهبية

كان وسام طائر الحدأة الذهبي جائزة عسكرية حصرية تُمنح للشجاعة أو القيادة أو القيادة في المعركة. لقد احتل مرتبة أقل بقليل من ترتيب وسام الأقحوان في الأسبقية وكان المكافئ عسكرياً لوسام زهور بولونيا؛ لذلك، يمكن اعتباره مشابهاً في التقسيم العسكري لوسام الحمام في المملكة المتحدة. كانت الفصول الثلاثة الأولى معادلة تقريبًا للأقسام الثلاثة لترتيب الحمام.
يتألف الترتيب من سبع فئات. كان الجنود المجندين مؤهلين للصفوف من السابع إلى الخامس، وكان ضباط الصف مؤهلين للصفوف السادسة والرابعة، وضباط الصف الخامس والثالث، وضباط الصف الميداني للصفوف الرابعة والثانية والضباط العامين للصف الثالث- الفصول الأولى.
تم تقديم ما مجموعه 1،067،492 جوائز وسام طائر الحدأة الذهبي على مدار تاريخ الطلب، معظمهم في الفئتين السادس والسابع الأدنى. تم منح 41 فقط من الدرجة الأولى و 201 من الدرجة الثانية.
حساباً في الحروب:
- الحرب الصينية اليابانية الأولى : حوالي 2000
- الحرب الروسية اليابانية : حوالي 109600
- الحرب العالمية الأولى : حوالي 3000
- حادثة منشوريا : حوالي 9000
- الحرب الصينية اليابانية الثانية (1937-1941): حوالي 190.000
- حرب المحيط الهادئ : حوالي 630.000

جاءت الجائزة براتب نقدي سنوي، تم تحديده في عام 1916. تم منح هذا على مدى حياة المستلم، وبعد وفاته، سيتم منحه لعائلة المستلم لمدة عام واحد بعد ذلك. إذا توفي المستلم في غضون 5 سنوات من استلام الشرف، فسيتم منح الراتب للعائلة حتى نهاية فترة الخمس سنوات. في عام 1939، كانت الرواتب على النحو التالي:
- الدرجة الأولى - 1500 ين
- الدرجة الثانية - 1000 ين
- الدرجة الثالثة - 700 ين
- الدرجة الرابعة - 500 ين
- الدرجة الخامسة - 350 يناً
- الدرجة السادسة - 250 يناً
- الدرجة السابعة - 150 يناً

نظرًا لأن الأجر الشهري للجندي في الجيش الإمبراطوري الياباني في ذلك الوقت كان 8 ينات و 80 سنًا، فقد كان هذا بمثابة مكافأة كبيرة جدًا. تم إلغاء الراتب النقدي في عام 1940.
تم إلغاء وسام طائر الحدأة الذهبي رسميًا من قبل القائد الأعلى لقوات الحلفاء في اليابان المحتلة في عام 1947.
| الدرجات        |                |                |                |
| الدرجة السابعة | الدرجة السادسة | الدرجة الخامسة | الدرجة الرابعة |
| الدرجة الثالثة | الصف الثاني    | جراند كوردون   |                |

## رمزية

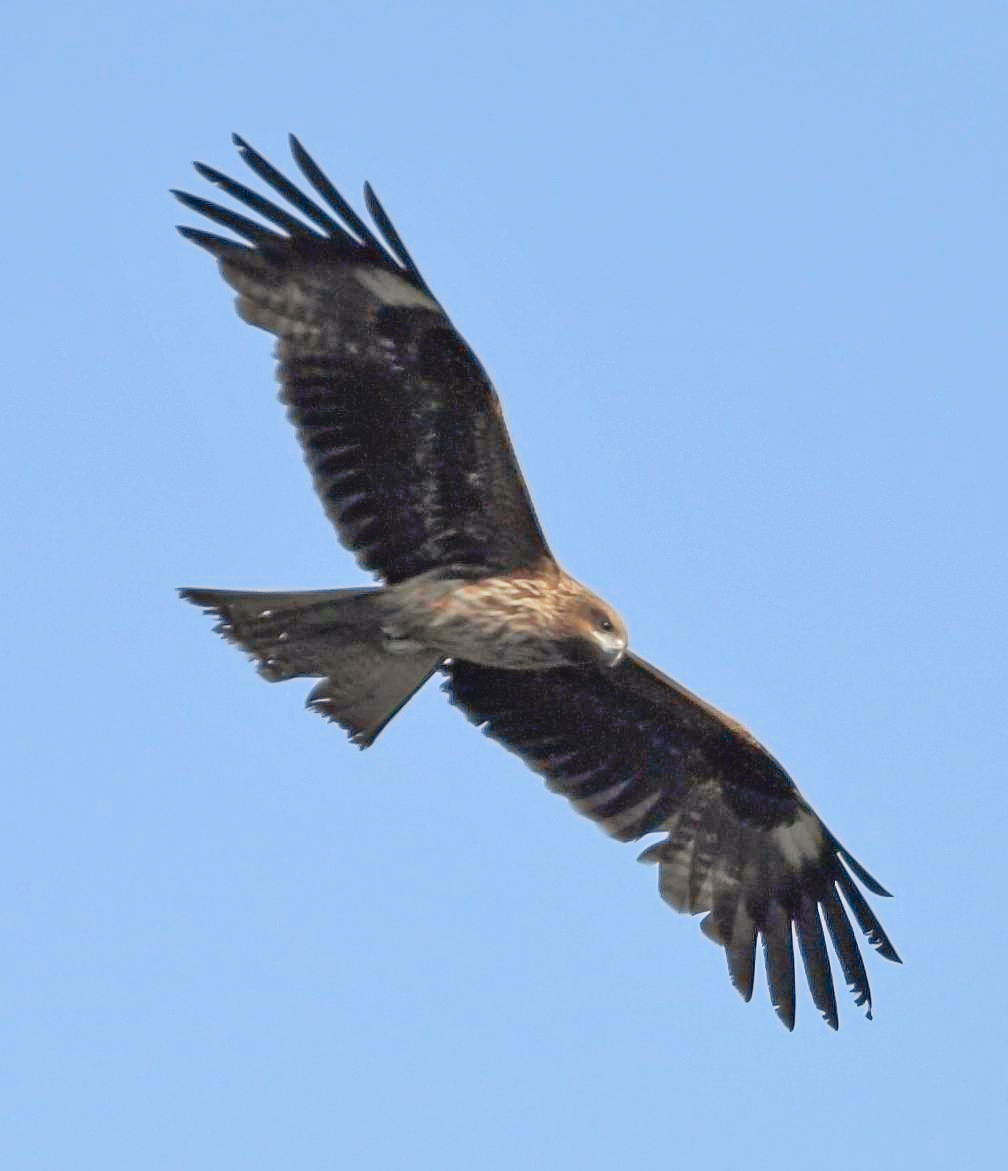
طائرة الحدأة الذهبي

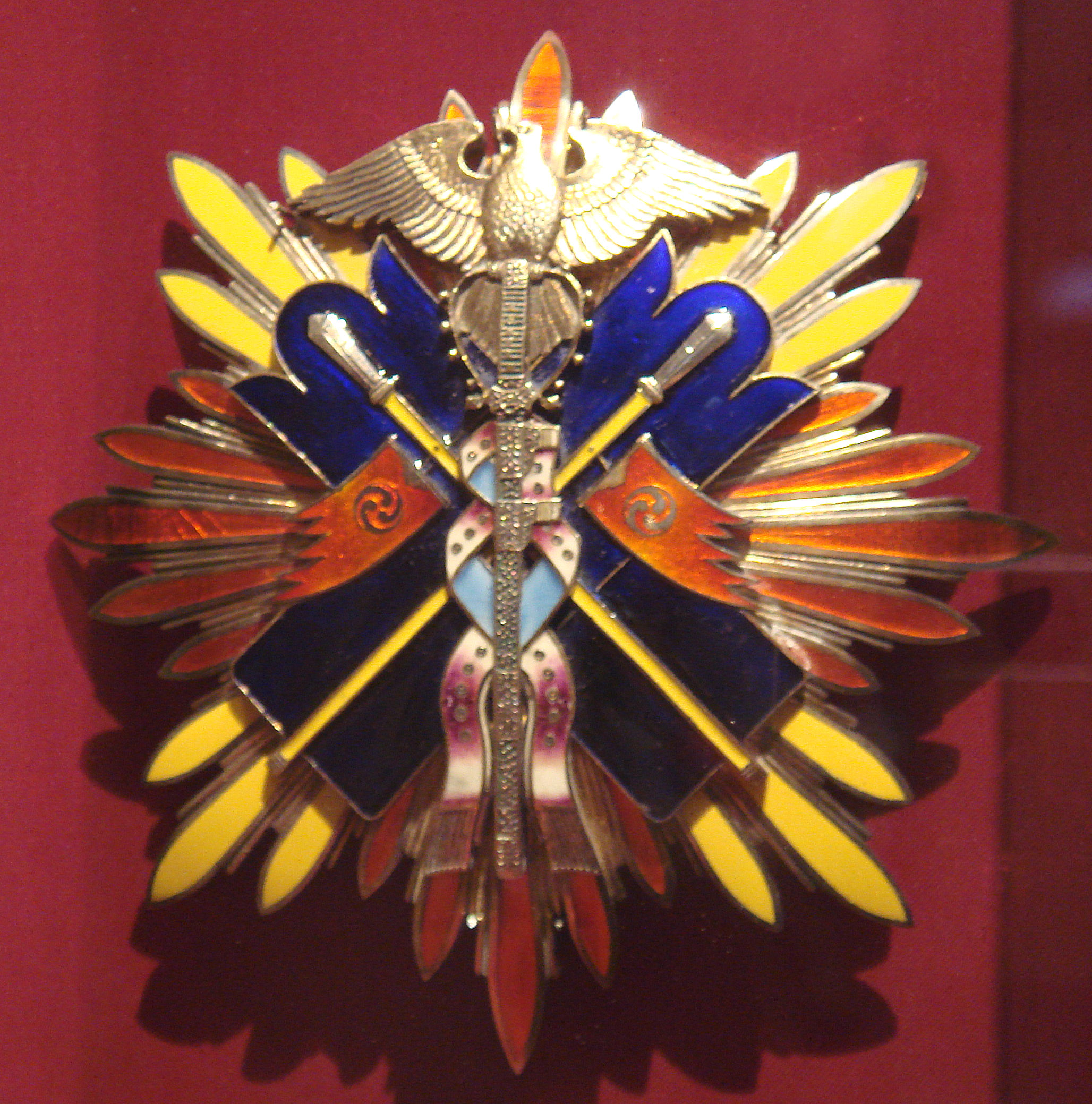
وسام طائر الحدأة الذهبي

تُصوِّر الشارة طائر حدأة ذهبي، "رسول من الكامي كما هو موصوف في التأريخ الياباني القديم نيهون شوكي"، والتي ساعدت الإمبراطور جيمو على هزيمة أعدائه في المعركة. يقف طائر الحدأة الذهبي على نجمة ثمانية الرؤوس مع 32 شعاعًا مطلية باللون الأحمر. يوجد أسفل الطائر درعان قديمان متقاطعان، باللون الأزرق المطلي بالمينا، مع اثنين من الرماح المتقاطعة برؤوس فضية مطلية بالمينا باللون الأصفر ولافتات حمراء تحمل كل واحدة منها ميتسودوموي. على جانب واحد يوجد تشوكوتو (أخضر مطلي بالمينا مع زخارف بيضاء). الجانب العكسي صافي.

## المستلمون المحددون

### الدرجة الأولى
| الجيش الإمبراطوري الياباني - أريتومو ياماغاتا (1838–1922) - Ōyama Iwao (1842–1916) - Kuroki Tamemoto (1844–1923) - Oku Yasukata (1847–1930) - نوغي ماريسوكي (1849–1912). - Kawamura Kageaki (1850–1926) - كوداما جينتارو (1852–1906). - ماساتاكه تيراأوتشي (1852–1919) - Nozu Michitsura (1840–1908) - Hasegawa Yoshimichi (1850–1924) - Kamio Mitsuomi (1856–1927) - ياسوغي أوكامورا (1884–1966) - Honjō Shigeru ‏ (1876–1945) - Mutō Nobuyoshi ‏ (1868–1933) - Hata Shunroku (1879–1962) - Terauchi Hisaichi (1879–1946) - ياسوهيكو أساكا (1887–1981) - ايواني ماتسوي (1878–1948) - هاجيمي سوجياما (1880–1945) - Nishio Toshizō ‏ (1881–1960) - تومويوكي ياماشيتا (1885–1946) | البحرية الإمبراطورية اليابانية - هيهاتشيرو توغو (1848–1934) - غونبه ياماموتو (1852–1933) - Ijuin Gorō (1852–1921) - Itō Sukeyuki (1843–1914) - Kamimura Hikonojō (1849–1916) - Kataoka Shichirō (1854–1920) - كانتارو سوزوكي (1868–1948) - ميتسوماسا يوناي (1880–1948) - إيسوروكو ياماموتو (1884–1943) - تشويتشي ناغومو (1887–1944) - Koga Mineichi ‏ (1885–1944) - ماسافومي أورويما (1895–1944) - Oikawa Koshirō (1883–1958) - كيوشي هاسيغاوا (1883–1970) - Yamaguchi Tamon (1892–1942) |

### الدرجة الثانية
| الجيش الإمبراطوري الياباني - Prince Komatsu Akihito (1846–1903) - Prince Fushimi Sadanaru (1858–1923) - Yamaguchi Motomi (1846–1904) - كاواكامي سوروكو (1848–1899) - أوشيما يوشيماسا (1850–1926) - فوكوشيما ياسوماسا (1852–1919) - Umezawa Michiharu (1853–1924). - Ishimoto Shinroku (1854–1912) - Uehara Yūsaku (1856–1933) - Nagaoka Gaishi (1858–1933) - Akiyama Yoshifuru (1859–1930) - Yamanashi Hanzō (1864–1944) - Shirakawa Yoshinori (1869–1932) - Araki Sadao (1877–1966) - Tada Hayao (1882–1948) - هيديكي توجو (1884–1948) - Ushiroku Jun (1884–1973) - Katō Tateo ‏ (1903–1942). | البحرية الإمبراطورية اليابانية - كاباياما سوكينوري (1837–1922) - Saigō Jūdō (1843–1902) - Inoue Yoshika (1845–1929) - Hidaka Sōnojō (1848–1932) - سايتو ماكوتو (1858–1936) - توموسابورو كاتو (1861–1923) - Shimada Shigetarō (1883–1976) - تاكيو تاكاجي (1892–1944). |

### الدرجة الثالثة
| الجيش الإمبراطوري الياباني - الإمبراطور تايشو (1879–1926) - Prince Chichibu (1902–1953) - Prince Kitashirakawa Yoshihisa (1847–1895) - تارو كاتسورا (1848–1913) - تاناكا غيتشي (1864–1929) - Yamaji Motoharu (1841–1897) - Andō Sadayoshi ‏ (1853–1932) - Kusunose Yukihiko (1858–1927) - Ōshima Ken'ichi (1858–1947) - Akashi Motojiro (1864–1919) - كينكيتشي أويدا (1875–1962) - أوغاي موري (1862–1922) - Ishiwara Kanji (1889–1949) - Tanaka Ryūkichi (1893–1972) | البحرية الإمبراطورية اليابانية - Prince Arisugawa Takehito (1862–1913) - هيجاشيفوشيمي يوريهيتو (1867–1922) - كيسوكه أوكادا (1868–1952) - Tsuboi Kōzō (1843–1898) - Taketomi Kunikane (1852–1931) - Yashiro Rokurō (1860–1930) - Yamashita Gentarō (1863–1931) - Satō Tetsutarō (1866–1942) - Takarabe Takeshi (1867–1949) - إيتو كيوسوكي (1881–1917) |

### الدرجة الرابعة
| الجيش الإمبراطوري الياباني - Prince Takamatsu (1905–1987) - Prince Nashimoto Morimasa (1874–1951) - Ugaki Kazushige (1868–1956) - جيرو مينامي (1874–1955) - سينجورو هاياشي (1876–1943) - Masaki Jinzaburō ‏ (1876–1956) - كوني-أكي كويسو (1880–1950) - شيرو إيشي (1892–1959). | البحرية الإمبراطورية اليابانية - Ogasawara Naganari (1867–1958) - Abo Kiyokazu (1870–1948) - Hyakutake Saburō (1872–1963) |

### الدرجة الخامسة
| الجيش الإمبراطوري الياباني - الأمير تسونهيسا تاكيدا (1883–1919) - Hishikari Takashi ‏ (1871–1952) - كيوشي كاتسوكي (1881–1950) - Ōba Sakae ‏ (1914–1992) - ماسانوبو تسوجي (1902–1961). | البحرية الإمبراطورية اليابانية - Kobayashi Seizō ‏ (1877–1962) - Matsudaira Morio (1878–1944) - يوشيمي نيشيدا (1892–1944) - Iwamoto Tetsuzō ‏ (1916–1955) |

## أنظر أيضاً
- طائر حدأة - المشار إليه في الوسام المذكور

## ملحوظات
1. ↑  M1 Chamberlain, Basil Hall. (1905) Things Japanese: Being Notes on Various Subjects Connected with Japan for the use of Travellers and Others, p. 114. نسخة محفوظة 2022-11-17 على موقع واي باك مشين.
2. ↑  Corresponding article in the Italian Wikipedia
3. ↑  The Japan Year Book 1938–1939, Kenkyusha Press, Foreign Association of Japan
4. ↑  "Nogi, Maresuke," Encyclopædia Britannica (12th ed.), Vol. XXX, p. 1139. نسخة محفوظة 2022-11-28 على موقع واي باك مشين.
5. ↑  Honor awarded 1907 -- Barry, Richard. "The Passing of Japan's Supreme Genius," New York Times, July 29, 1906. نسخة محفوظة 2016-05-31 على موقع واي باك مشين.
6. ↑  Awarded also third and fourth class of the same order [بحاجة لمصدر]
7. ↑  Honor awarded 1942 – "Tokyo Awards List Big Officer Loss; Vice Admiral, 2 Rear Admirals and 2 Major Generals Win Posthumous Honors; 55 Naval Fliers Named; Group Included Covers the Japanese Pacific Dead Up to Mid-February", نيويورك تايمز, October 16, 1942. نسخة محفوظة 2019-03-31 على موقع واي باك مشين.
8. ↑  IJN 6th (Navy (submarine)) fleet Posthumous Admiral. (Solid Gold Hanko 34.8grms) also found belonging to Mr Takagi in Australia; presented with award possibly for a battle in 1943 (as inscribed on Gold Hanko)[بحاجة لمصدر]
9. ↑  "Pure Evil: Wartime Japanese Doctor Had No Regard for Human Suffering". The Medical Bag. GROUP DCA. مؤرشف من الأصل في 2020-11-12. اطلع عليه بتاريخ 2015-06-26.
10. ↑  Honor awarded 1942 – Tsuji, Masanobu. (1997). Japan's Greatest Victory, Britain's Worst Defeat, p. 108.

## روابط خارجية
- اليابان ، مكتب مجلس الوزراء: الأوسمة والميداليات - طلب الطائرة الورقية الذهبية غير مذكور في نظام التكريم الحالي
- النعناع الياباني : عملية الإنتاج
- جوائز البحرية الإمبراطورية اليابانية للطائرة الذهبية في الحرب العالمية الثانية